# Mersen
Mersen — французская компания, производитель электротехнического оборудования, основная специализация — изделия из графита. Штаб-квартира расположена в деловом квартале Дефанс близ Парижа.

## История
В 1891 году была основана Compagnie Générale Electrique de Nancy, а в 1892 году — Compagnie Lorraine de Charbons pour l’Electricité; обе компании занимались производством электромоторов и другой электротехники. В 1893 году Compagnie Lorraine запатентовала технологию производства искусственного графита. В 1937 году Compagnie Générale Electrique и Compagnie Lorraine объединились под названием Carbone Lorraine. К этому времени обе компании уже имели большую сеть зарубежных филиалов, которая была расширена ещё больше после Второй мировой войны. В 1961 году в Амьене был открыт крупный завод по производству электрощёток.
До 1980-х годов основной продукцией Carbone Lorraine были графитовые щётки для электромоторов. В начале 1980-х годов компания начала осваивать производство других видов продукции из графита, таких как элементы тормозных систем, жаростойкие и антикоррозийные материалы. В 1985 году была поглощена французская компания Ferraz, производитель электрических предохранителей. В начале 1990-х годов контрольный пакет акций Carbone Lorraine приобрела алюминиевая группа Pechiney. В 1991 году были куплены североамериканские активы компании Stackpole. В 1995 году был куплен производитель постоянных магнитов UGIMAG, а также немецкий производитель щеткодержателей для электромоторов Dietrich. В 1997 году было куплено подразделение ферритовых материалов у Philips, а в 1998 году — подразделение автокомплектующих у ITT Corporation. Крупнейшим приобретением 1999 года стал американский производитель предохранителей Gould Electronics.
В 2005 году было продано подразделение магнитов. В 2007 году в Чунцине (КНР) был открыт завод по производству изостатического графита. В 2008 году были куплены китайские компании Xianda (теплообменники) и Mingrong Electrical Protection (предохранители). В 2010 году Carbone Lorraine сменила название на Mersen. В 2011 году была поглощена компания Eldre, специализировавшаяся на электромонтажных шинах и базировавшаяся в Рочестере (штат Нью-Йорк). Основными приобретениями 2018 года были компании Cirprotec (электрозащитное оборудование), Idealec (электрошины) и FTCap (конденсаторы). В 2019 году у GrafTech был куплен завод по производству изостатического и экструдированного графита в Колумбии (штат Теннесси). В 2020 году была приобретена немецкая компания GAB Neumann, выпускавшая теплообменники из графита и карбида кремния.

## Собственники и руководство
Акции компании котируются на бирже Euronext Paris. По состоянию на 2024 год крупными акционерами были Bpifrance (10,76 %), Janus Henderson (5,61 %), CDC Croissance (4,2 %), Sycomore Asset Management (2,13 %), LBP AM (1,91 %).
- Оливье Легрен (Olivier Legrain, род. 30 сентября 1952 года) — председатель совета директоров с мая 2017 года.
- Люк Темлен (Luc Themelin, род. 23 февраля 1961 года) — главный исполнительный директор с 2016 года, в компании с 1993 года.

## Деятельность
Продукция компании включает электрощетки для промышленных моторов, токоприёмники для электротранспорта, электрические шины, конденсаторы, предохранители, карбид кремния для силовой электроники, изоляционные и антикоррозийные материалы.
Выручка компании за 2023 год составила 1,21 млрд евро, её распределение по регионам: Северная Америка — 38 %, Европа — 33 %, Азия — 26 %, другие регионы — 3 %; важнейшими рынками были США, КНР, Германия и Франция. Производственные мощности компании насчитывали 51 завод, из них 20 — в Европе, 14 — в Северной Америке и 13 — в Азии.